# Беґум
Беґум, Беґам — титул знатної жінки і звернення до неї в мусульманських країнах і районах Південної Азії. Це жіночий еквівалент чоловічого титулування бек або бей.
Розмовно цей термін використовується також в Узбекистані, Індії, Пакистані та Бангладеш мусульманськими чоловіками для позначення їх дружин, дочок, сестер або як почесне звернення до одруженої
жінки або вдови.
У Бангладеш цей термін застосовується для титулів нинішньої та колишньої першої леді Бангладеш, напр. Бегум Халеда Зіа та Бегум Рошан Ершад. Він також використовувався для позначення жінок високого соціального статусу, таких як філантропки, активісти, авторки наукових та літературних творів та багато інших, таких як Бегум Рокея та Бегум Суфія Камал. Халеда Зіа та Шейх Хасіна Вазед, які з 1991 року чергували на посаді прем'єр-міністерки Бангладеш, отримали прізвисько «бійці-бегуми».
Цей термін став добре відомим на Заході, особливо у франкомовному світі, завдяки роману Жюля Верна 1879 року «Мільйони Бегума».
У Великій Британії під час імпічменту та парламентського судового процесу над Ворреном Гастінгсом, колишнім генерал-губернатором Індії, який тривав з 1787 по 1795 рік, згадувались «Бегуми Оудські» (мати і бабуся Асаф ад-Даула, Наваб Оудський).
Місісаґа, Онтаріо, Канада, передмістя Торонто, члени пакистанської громади Торонто називають Бегумпур («Жіноче місто»). Місісаґа має велике пакистанське іммігрантське співтовариство, і багато чоловіків працюють у Перській затоці та Саудівській Аравії, а їхні дружини та діти живуть у Місісазі.
Серед людей Нізарі Ісмаїлі назва використовується також як офіційний стиль консортки їхнього імама Ага-хана.